# Dictynomorpha smaragdula
Dictynomorpha smaragdula là một loài nhện trong họ Dictynidae.
Loài này thuộc chi Dictynomorpha. Dictynomorpha smaragdula được Eugène Simon miêu tả năm 1905.